# Ster ZLM Toer 2014
L'Ster ZLM Toer 2014, 28a edició del Ster ZLM Toer, es disputà entre el 18 i el 22 de juny de 2014 sobre un recorregut de 741,8 km repartits entre cinc etapes, amb inici a Bladel i final a Boxtel. La cursa formava part del calendari de l'UCI Europa Tour 2014, amb una categoria 2.1.
El vencedor fou el belga Philippe Gilbert (BMC Racing Team), que d'aquesta manera aconseguia la seva tercera victòria en aquesta cursa. Tim Wellens (Lotto-Belisol) i Gianni Meersman (Omega Pharma-Quick Step) completaren el podi. Tyler Farrar (Garmin-Sharp) guanyà la classificació per punts, Timo Roosen (Rabobank Development) la de les metes volants, Dries Hollanders (Metec-TKH) la de la muntanya i el Garmin-Sharp la dels equips.

## Equips
L'organització convidà a prendre part en la cursa a sis equips World Tour, tres equips continentals professionals i vuit equips continentals:
equips World TourBelkin Pro Cycling Team, BMC Racing Team, Giant-Shimano, Garmin-Sharp, Lotto-Belisol, Omega Pharma-Quick Step
equips continentals professionalsGW Erco Shimano, Topsport Vlaanderen-Baloise, Wanty-Groupe Gobert
equips continentalsDe Rijke, Jo Piels, Koga, Metec-TKH Continental, Rabobank Development, Sunweb-Napoleon Games, Telenet-Fidea, Vastgoedservice-Golden Palace Continental

## Etapes
| Etapa | Data       | Recorregut                    |                           | Km    | Vencedor d'etapa        | Líder de la general    | Ref.  |
| ----- | ---------- | ----------------------------- | ------------------------- | ----- | ----------------------- | ---------------------- | ----- |
| 1a    | 18 de juny | Bladel - Bladel               | contrarellotge individual | 7     | Philippe Gilbert (BEL)  | Philippe Gilbert (BEL) | [ 2 ] |
| 2a    | 19 de juny | Rucphen - Sint Willebrord     | Etapa plana               | 183,9 | Marcel Kittel (GER)     | Marcel Kittel (GER)    | [ 3 ] |
| 3a    | 20 de juny | Buchten - Buchten             | Etapa plana               | 190,5 | Gregory Henderson (NZL) | Marcel Kittel (GER)    | [ 4 ] |
| 4a    | 21 de juny | Verviers - Llac de la Gileppe | Etapa accidentada         | 186,7 | Philippe Gilbert (BEL)  | Philippe Gilbert (BEL) | [ 5 ] |
| 5a    | 22 de juny | Gerwen - Boxtel               | Etapa plana               | 173,7 | André Greipel (GER)     | Philippe Gilbert (BEL) | [ 1 ] |

## Classificació final
|    | Ciclista               | Equip                                     | Temps       |
| -- | ---------------------- | ----------------------------------------- | ----------- |
| 1  | Philippe Gilbert (BEL) | BMC Racing Team                           | 17h 33' 17" |
| 2  | Tim Wellens (BEL)      | Lotto-Belisol                             | + 12"       |
| 3  | Gianni Meersman (BEL)  | Omega Pharma-Quick Step                   | + 17"       |
| 4  | Paul Martens (GER)     | Belkin Pro Cycling Team                   | + 24"       |
| 5  | Thomas Dekker (NED)    | Garmin-Sharp                              | + 26"       |
| 6  | Dylan van Baarle (NED) | Garmin-Sharp                              | + 30"       |
| 7  | Albert Timmer (NED)    | Giant-Shimano                             | + 30"       |
| 8  | Wout Van Aert (BEL)    | Vastgoedservice-Golden Palace Continental | + 32"       |
| 9  | Jos van Emden (NED)    | Belkin Pro Cycling Team                   | + 37"       |
| 10 | Tyler Farrar (USA)     | Garmin-Sharp                              | + 39"       |